# 默耶
默耶（法語：Meuilley，法語發音：[mœjɛ]）是法国科多尔省的一个市镇，位于该省南部，属于博讷区。

## 地理
默耶（47°8'29"N, 4°52'33"E）面积6.1 平方千米，位于法国勃艮第-弗朗什-孔泰大區科多尔省，该省份为法国中东部省份，北起奥布省，西接涅夫勒省和约讷省，南至索恩-卢瓦尔省，东南接汝拉省，东临上索恩省，东北部与上马恩省接壤。
与默耶接壤的市镇（或旧市镇、城区）包括：梅桑日、维莱拉费、瑟格鲁瓦、维拉尔方丹、阿尔瑟南、绍村、舍瓦讷、马雷莱菲塞。

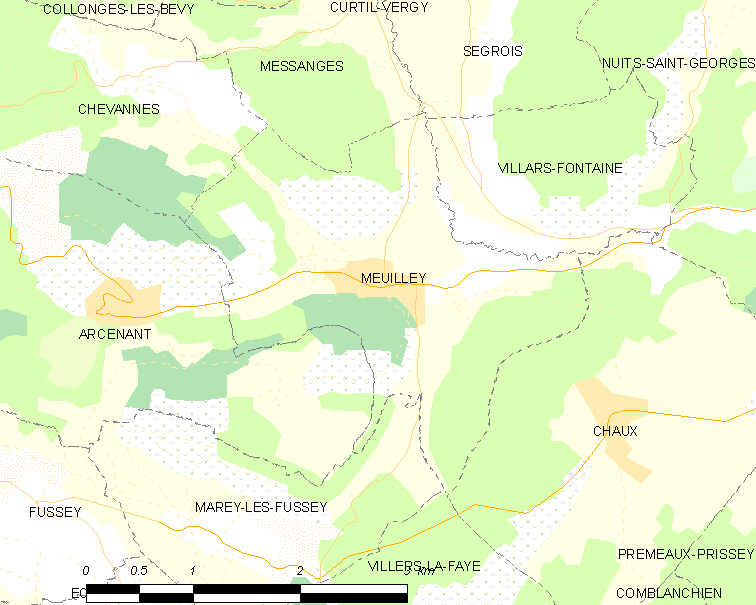
默耶的OSM定位图

默耶的时区为UTC+01:00、UTC+02:00（夏令时）。

## 行政
默耶的邮政编码为21700，INSEE市镇编码为21409。

## 政治
默耶所属的省级选区为尼伊圣乔治县。

## 人口

1962-2008年间默耶人口变化图示

默耶于2022年1月1日时的人口数量为420人。